# Petre Stoica (poet)
Petre Stoica (n. 15 februarie 1931, Peciu Nou, județul Timiș – d. 21 martie 2009, Jimbolia, județul Timiș) a fost un poet, traducător, publicist, colecționar de presă și bibliofil român, considerat scriitorul cu cea mai mare longevitate literară . A fost unul dintre întemeietorii spirituali ai „generației 60” alături de Nichita Stănescu, Matei Călinescu, Mircea Ivănescu, Cezar Baltag, Modest Morariu, Vasile Gordu.

## Despre Petre Stoica
„A fost un poet prolific, de notație imediată, antimetaforic și descriptivist.”—Cotidianul
„Poet-discret cum a fost, Petre Stoica a scris destul de mult la gazetă și a păstorit bonom și informal o generație de jurnaliști care au avut, în diferite momente de după 1989, ceva de spus în presă”—Iulian Comănescu
„După terminarea liceului Constantin Diaconovici Loga din Timișoara, s-a mutat la București pentru a urma cursurile Facultății de filologie secțiile romană și germană. După absolvirea facultății, între anii 1954-1962 este corector la E.S.P.L.A. și editura 'Univers'. Funcția de redactor principal la revista Secolul XX a deținut-o timp de 9 ani, din ianuarie 1963 până în august 1972. În 1964 devine membru al Uniunii Scriitorilor din România. După 1989 a fost ales în Consiliul de conducere al Uniunii scriitorilor din România și a luat parte la constituirea clubului Poets, Essayists and Novelists - P.E.N., secția română. A editat peste 100 de numere din Dreptatea literară, al cărui întemeietor a fost și el.

În 1991 a fost numit redactor șef al săptămânalului Epoca, apoi a fost transferat la cotidianul Epoca tot cu aceeași funcție. După ce pleacă definitiv din București, în 1995 intemeiazî la Jimbolia, jud.Timiș, Fundația Culturală Româno-Germană 'Petre Stoica' cu scopul de a reconstitui viața culturală și spirituală română și germană de pe teritoriul Banatului. În 2007 s-a inaugurat în Jimbolia pe str. Lorena nr. 35, Muzeul Presei 'Sever Bocu', Petre Stoica fiind întemeietorul acestui muzeu unic în România. Muzeul cuprinde ziare, gazete, reviste, manifeste, foi volante, reviste umoristice cât și câteva componente ale unei vechi tipografii.”—Agenda.ro

„Primăria din Jimbolia, prin primarul de atunci, Mircea Românu, i-a oferit o casă bănățeană cu mai multe camere...

...Primarul de acum, dl. Kaba Gabor, este un mare sprijinitor al ideilor lui Petre Stoica, și astfel se face, că după trei ani de eforturi, poetul, unul dintre cei mai mari ai literaturii noastre actuale, și-a putut vedea visul cu ochii: la 14 septembrie 2007, s-a deschis Muzeul Presei 'Sever Bocu'.”—Altmarius
„Retras de ani buni la Jimbolia, poetul n-a dispărut din peisajul poeziei românesti câtuși de puțin, publicînd de la această retragere a sa din viața tumultoasă a Capitalei, de prin 1995, nu mai puțin de șapte cărți, traducînd altele din limba germană sau din poeți nordici, dar și, prin grija Primăriei din Jimbolia, care a constituit chiar din timpul vieții poetului o fundație ce-i poartă numele, funcționînd și cu fonduri austriece și germane, a înființat în orașul bănățean un prim muzeu al presei culturale românești, în care a adunat periodice de la începuturile acesteia și pînă in zilele noastre.”—Stiri.Botosani.ro 

## Volume poezii
- "Poeme" (1957),
- "Pietre kilometrice" (1963),
- "Miracole" (1966),
- "Alte poeme" (1968),
- "Arheologie blânda" (1968),
- "Melancolii inocente" (1969),
- "O casetă cu șerpi" (1970),
- "Orologiu" (1970),
- "Bunica se așeaza în fotoliu" (1971),
- "Sufletul obiectelor" (1972),
- "Trecatorul de demult" (1975),
- "Iepuri și anotimpuri" (1976),
- "O nuntă de cenușa" (1977),
- "Un potop de simpatii" (1978),
- "Copleșit de glorie" (1980),
- "Prognoza meteorologică" (1981),
- "Amintirile unui fost corector" (1982) - proză,
- "Întrebare retorică" (1983),
- "Caligrafii și culori" (1984),
- "Numai dulceața porumbelor" (1985),
- "Suvenir" (1986),
- "Viața mea la țară" (1988),
- "Tango și alte poeme" (1989),
- "Piața Tien An Men II" (1990),
- "Visul vine pe scara de serviciu" (1991),
- "Fabule și epigrame" (1995),
- "Manevre de toamna" (1996),
- "Marea pururi marea" (1996),
- "Zicale și reflecții actuale" (1996),
- "Uitat printre lucruri uitate" (1997),
- "Insem-nările cultivatorului de mărar" (1998),
- "Șambelan la curtea coniacului" (1999),
- "La scufundarea vasului Titanic ,I-II" (1999-2000),
- "Manevrele de toamna" (1996),
- "Insomniile bătrânului" (2000),
- "Vizita maestrului de vânatoare" (2002),
- "Veșnic absentă veșnic prezentă" (2002),
- "Carnavalul prenocturn" (2004),
- "Pipa lui Magritte" (2005),
- "Ultimul spectacol – 101 poeme" (2007),
- "O nuntă de cenușă" (2008), și altele.

A tradus în limba româna operele unor importanți scriitori germani, fiind autorul antologiilor ”Poezia germana modernă” (1967) si 
”Poezia austriacă modernă” (în colaborare cu Maria Banuș - 1968).
El însuși este prezent în:
- Streiflicht – Eine Auswahl zeitgenössischer rumänischer Lyrik (81 rumänische Autoren), - "Lumina piezișă", antologie bilingvă cuprinzând 81 de autori români în traducerea lui Christian W. Schenk, Dionysos Verlag 1994, ISBN 3980387119

9783746092003;
- Pieta - Eine Auswahl rumänischer Lyrik, Dionysos, Boppard, 2018, în traducerea și selectarea lui Christian W. Schenk, ISBN 9781977075666;

A participat la numeroase colocvii, congrese pe teme literare și la festivaluri internaționale de poezie ce au avut loc la: Frankfurt pe Main, Sonnerberg, Berlinul de Vest, Leipzig, Dusseldorf, Lindau, Manheim, Marburg, Viena, Graz, Lindabrum, Zagreb, Bled, Budapesta, Rotterdam, Moscova, Sofia etc... și e tradus în sârbă, germană, maghiară, slovacă.

## Distincții și premii
A primit numeroase dinstincții si premii literare, printre care:
- Premiul Festivalului George Bacovia, Bacău (1971);
- Premiul Asociatiei Scriitorilor din Bucuresti (1971, 1974),
- Premiul Asociatiei Scriitorilor din Sibiu (1985);
- Premiul Uniunii Scriitorilor (1976, 1980, 1991),
- Premiul “Serile de poezie Vânători", Piatra Neamț (1992);
- Premiul National de Poezie “Mihai Eminescu”, Botoșani (1994),
- Marele Premiu „Ion Vinea" pentru poezie (1996);
- Premiul Uniunii Scriitorilor, Filiala Timișoara (1996);
- Premiul de excelență culturală acordat de Austrian Airlines (1999);
- Premiul Festivalului de poezie București (2000),
- Marele Premiu al Uniunii Scriitorilor (2001),
- Marele premiu al Traducătorilor acordat de APLER, București (2005),
- Ordinul National “Pentru Merit” în grad de Cavaler.

A fost numit Cetățean de onoare al orașului Jimbolia și al municipiului Botoșani și membru onorific al "The Paradoxist Literary Movement Association" - Phoenix, AZ, SUA. A fost decorat cu Ordinul național "Pentru Merit" in grad de Cavaler , și a primit Diploma specială a comunității foștilor germani din Banat.
„Petre Stoica va rămâne unul dintre cei mai naturali și eleganți poeți din spațiul nostru poetic, nu a acceptat straie strălucitoare pentru poezie, el a cultivat poezia ca impuls firesc și nealterat al sufletului, cum a trăit, așa a scris, n-a intrat in empatie dar nici în conflict cu ditamai idei filozofice, cu toate că le-a avut in posesie, a refuzat să-și  impregneze versurile cu fel de fel de „acțibilduri”, doar spre a da bine și-a impresiona cititorii. Fie-i vesnicia luminată!”—Lucian Alecsa